# Šestopalov
Šestopalov je priimek več oseb:
- Nikolaj Mihailovič Šestopalov, sovjetski general
- Sergej Šestopalov, ruski astrolog